# 凤林县 (西魏)
凤林县，中国古县名。
西魏大统十二年（546年）置，属河州，今甘肃省临夏县西北部为其辖境。北周沿袭。隋朝大业三年（607年）废。唐朝贞观十二年（638年），置淳州，后淳州废，州治索恭县改为安乡县，属河州。天宝元年（742年），改河州为安乡郡，改安乡县为凤林县。北有凤林关，有积石山。广德二年（764年）後，地入吐蕃。